# 台灣佛教龍華會

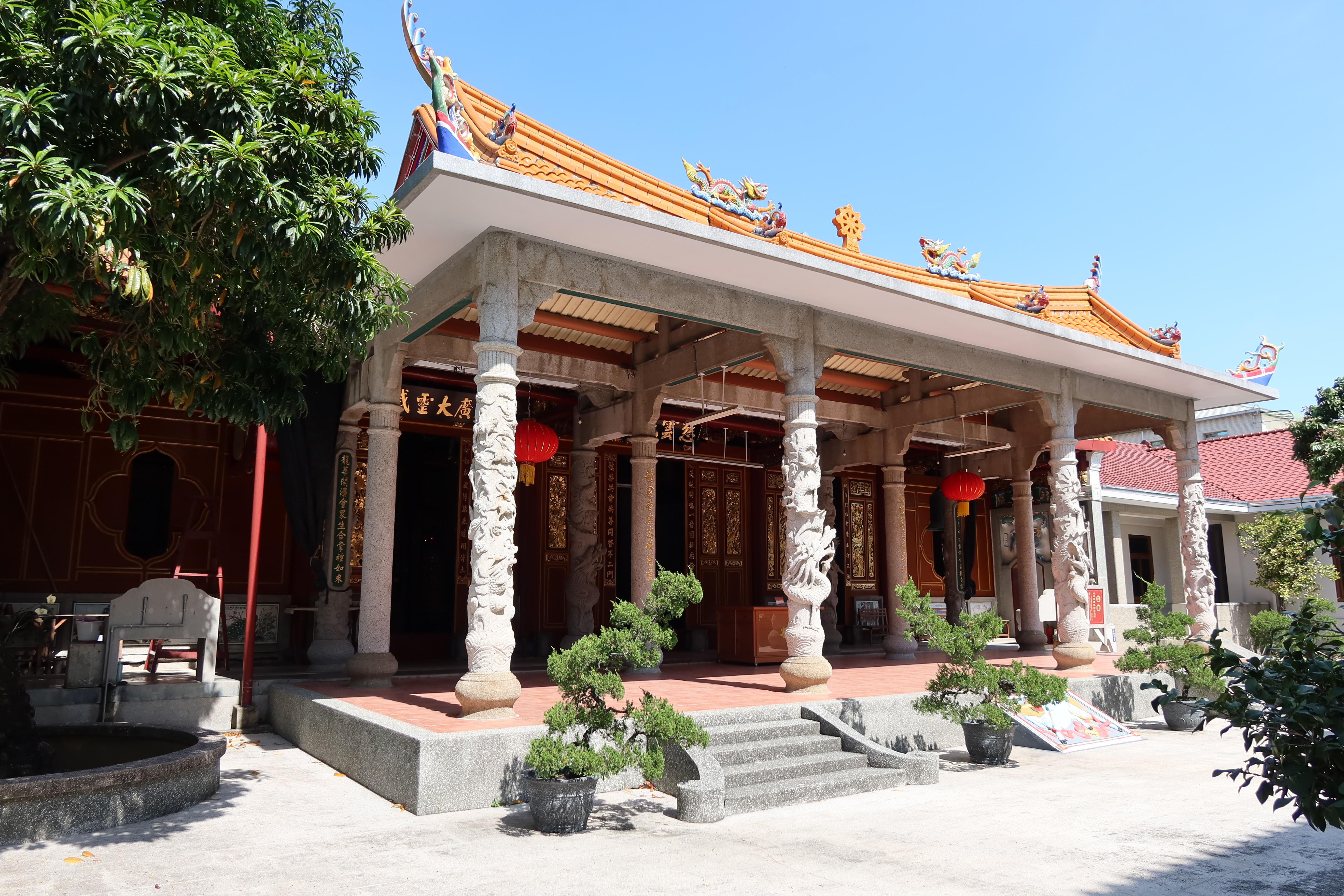
本山・天龍堂（現・天龍寺後殿）

台灣佛教龍華會由台灣齋教金幢・龍華・先天三派在日治時代共同成立，是全台灣齋教徒首次聯合成立的組織。本山是嘉義市山子頂的天龍堂（現・天龍寺）。

## 歷史
日治時代大正9年（1920年），由齋教金幢・龍華・先天三派共同成立。昭和3年（1928年），在嘉義市山子頂創建天龍堂作為本山，當地人稱三教堂。戰後，民國39年（1950年）才改稱「天龍寺」，改稱佛教龍華派至今。

## 派下一覽
以下是大正12年（1923年）初的各地支部。
| No. | 齋堂名稱 | 派別           | 支部           | 所在地                   |
| --- | -------- | -------------- | -------------- | ------------------------ |
| 1   | 太元堂   | 先天派         | 嘉義支部       | 台南州嘉義郡嘉義街西門外 |
| 2   | 壹善堂   | 先天派         | 嘉義先天支部   | 台南州嘉義郡嘉義街南門外 |
| 3   | 龍虎堂   | 龍華派         | 斗六支部       | 台南州斗六郡斗南庄舊社   |
| 4   | 真一堂   | 先天派         | 斗六先天支部   | 台南州斗六郡斗南庄虎尾溪 |
| 5   | 慈德堂   | 金幢派         | 北港支部       | 台南州北港郡北港街北港   |
| 6   | 善德堂   | 龍華派         | 下營支部       | 台南州曾文郡下營庄新營   |
| 7   | 德和堂   | 龍華派         | 民雄支部       | 台南州嘉義郡民雄庄民雄   |
| 8   | 紫霞堂   | 先天派         | 新竹先天支部   | 新竹州新竹郡新竹街北門外 |
| 9   | 金華堂   | 金幢派・龍華派 | 大甲支部       | 台中州大甲郡大甲街大甲   |
| 10  | 壹善堂   | 龍華派         | 大屯支部       | 台中州大屯郡南屯庄山子腳 |
| 11  | 金山堂   | 龍華派         | 豐原・東勢支部 | 台中州豐原郡內埔庄圳寮   |
| 12  | 慎齋堂   | 龍華派         | 台中支部       | 台中州台中市後壠子       |
| 13  | 曇花堂   | 龍華派         | 彰化支部       | 台中州彰化郡彰化街東門   |
| 14  | 恩德堂   | 龍華派         | 鹿港支部       | 台中州彰化郡鹿港街新興   |
| 15  | 養善堂   | 龍華派         | 竹山支部       | 台中州竹山郡竹山庄竹山   |
| 16  | 福慶堂   | 龍華派         | 南投一支部     | 台中州南投郡南投街南投   |
| 17  | 奉天堂   | 龍華派         | 南投二支部     | 台中州南投郡草屯庄草屯   |
| 18  | 德意堂   | 龍華派         | 北斗支部       | 台中州北斗郡田尾庄打簾   |
| 19  | 善意堂   |                | 虎尾支部       | 台南州虎尾郡西螺街西螺   |
| 20  | 乾元堂   |                | 大甲支部       | 台中州大甲郡沙鹿庄沙鹿   |
| 21  | 德化堂   | 龍華派         | 台南支部       | 台南州台南市綠町         |
| 22  | 擇善堂   | 先天派         | 新莊支部       | 台北州新莊郡新莊街新莊   |

## 外部連結
- 天龍禪寺— 文化資源地理資訊系統 （页面存档备份，存于）
- 文化部台灣大百科全書-台灣佛教龍華會（页面存档备份，存于）
- 龍華派明正堂-台灣龍華教歷史